# Tilesia brasiliensis
Tilesia brasiliensis is een zeeanemonensoort. De anemoon komt uit het geslacht Tilesia. Tilesia brasiliensis werd in 1857 voor het eerst wetenschappelijk beschreven door Tilesius in Milne Edwards. 